# Máquinas Intuitivas Nova-C
As Máquinas Intuitivas Nova-C, ou somente Nova-C, são uma classe de módulos lunares projetados pela Intuitive Machines (IM) para levar cargas úteis à superfície da Lua . Entre outros três A Intuitive Machines foi o prestador de serviços que receberam ordens de serviço em 2019 para entrega de cargas da NASA à Lua. O módulo lunar IM-1, chamado Odysseus, foi lançado pelo foguete SpaceX Falcon 9 em 15 de fevereiro de 2024, alcançou a órbita lunar em 21 de fevereiro e pousou na superfície lunar em 22 de fevereiro. Isto marcou o pouso inaugural do Nova-C na Lua e a primeira espaçonave americana a realizar um pouso suave na Lua em mais de 50 anos. É a primeira espaçonave a usar propulsão metalox para navegar entre a Terra e a Lua.
O módulo de pouso Nova-C, segundo com a missão IM-2 tem planos para ser lançado depois de setembro de 2024, e um terceiro módulo de pouso Nova-C na missão IM-3 está programado para o começo de 2025. A SpaceX fornecerá lançamentos do Falcon 9 para cada uma das três sondas por contrato.

## Financiamento
Em 2017, a Diretiva de Política Espacial 1 demonstrou a intenção de retornar com astronautas da NASA para a Lua. Documentos da NASA captados pelo The New York Times sugeriram que a NASA envolveria o setor privado de agencias espaciais.  Em 2018, a NASA solicitou orçamentos de nove empresas, incluindo a Intuitive Machines, para o programa Commercial Lunar Payload Services (CLPS).  CLPS faz parte do programa Artemis e um dos objetivos de longo prazo é estabelecer uma base permanente na Lua com tripulação.Intuitive Machines foi o provedor de serviços que recebeu ordens de serviço em 2019 para entrega de cargas da NASA à Lua.
Em 2021, Intuitive Machines foi contratado pela NASA e foi inicialmente avaliado em US$ 77 milhões para realizar pousos na Lua para.  Após modificações contratuais, o valor total do contrato chegou a US$ 118 milhões em 2024.

## Visão geral

### Propulsão

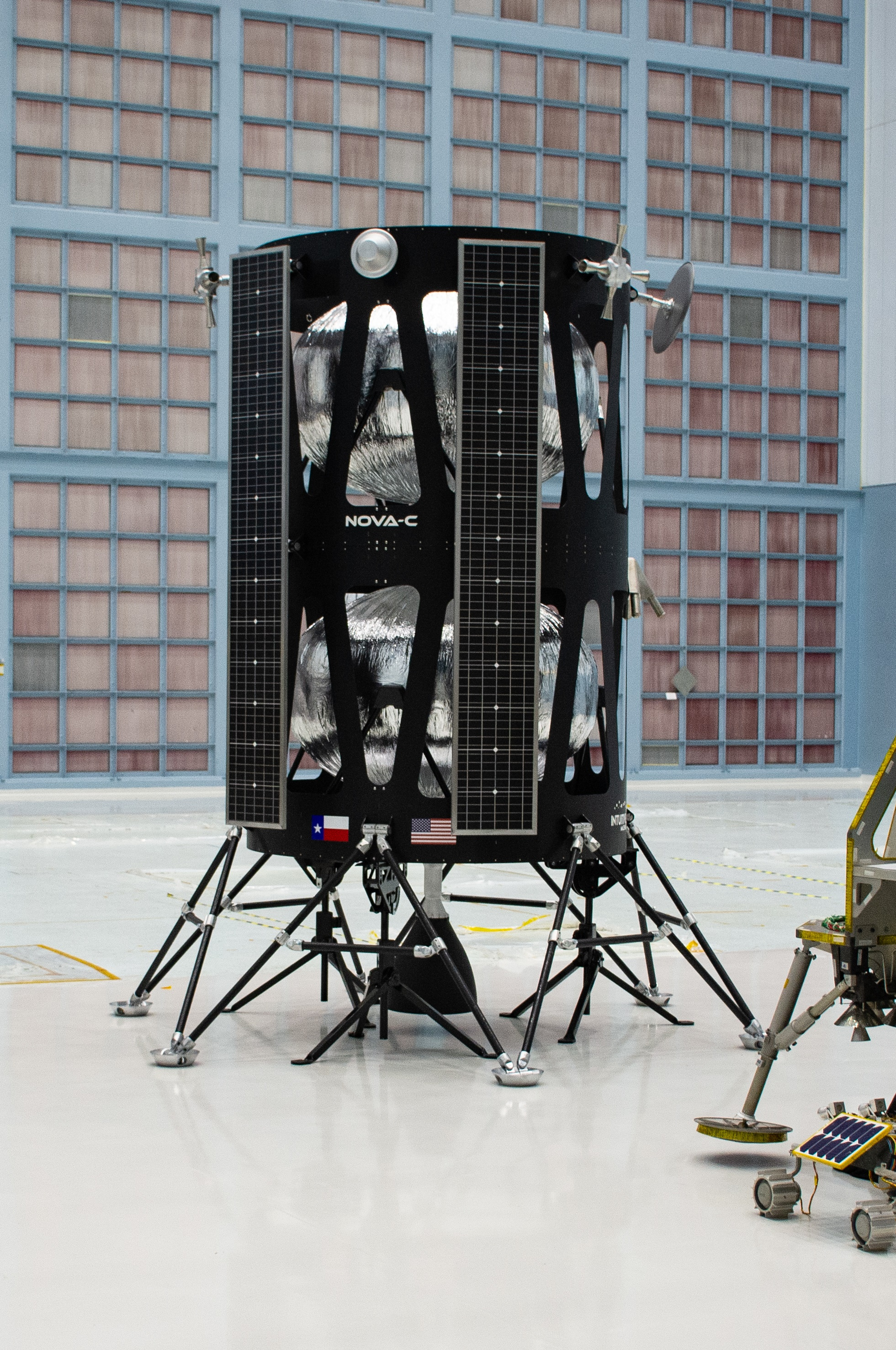
Modelo de módulo de pouso Classe Nova-C em exibição

O Nova-C foi criado por Intuitive Machines, trazendo a tecnologia do Projeto Morpheus da NASA. Seu motor principal VR900 alimentado por pressão utiliza metano e oxigênio como propulsores líquidos, pressurizados com gás hélio para produzir 4,000 N (900 lbf)  de indução. O veículo contém um sistema de controle de reação como controle de atitude .  Para o lançamento, o Nova-C é abastecido com 839 kg (1,850 lb) de oxigênio líquido, 420 kg (930 lb) de metano líquido e 17 kg (37 lb) de hélio gasoso. O veículo é abastecido na plataforma de lançamento junto com o abastecimento do veículo de lançamento.  Acredita-se que o uso de metano e oxigênio líquidos seja uma tecnologia que facilitará futuras missões para o espaço profundo.

### Energia elétrica
São usados painéis solares como fonte de energia elétrica dos módulos Nova-C. A maior parte das áreas da superfície lunar são iluminadas pelo sol durante os dias lunares, que duram aproximadamente quatorze dias terrestres.
A energia elétrica é gerada por um sistema fotovoltaico com três painéis solares, um painel no topo e dois painéis no corpo da nave, gerando um máximo combinado de 788 W. As baterias de íons de lítio armazenam a energia e a fornecem à espaçonave quando a geração de energia não é suficiente para o consumo.

### Estrutura
A estrutura do módulo é um cilindro hexagonal com seis pernas para o pouso e tem 3.938 m (12.92 ft) de altura. Inclui painéis solares que podem gerar 200W de energia elétrica na superfície lunar.

### Orientação, navegação e controle
O módulo de pouso inclui pouso autônomo e tecnologia de detecção de risco e, ainda é capaz de se deslocar para um segundo local de pouso realizando uma decolagem vertical, viagem e pouso vertical.   Nova-C tem cobertura de dados ininterruptos para cargas úteis de seus clientes e pode armazenar uma carga útil de 100 kg (220 lb) .

## Missões

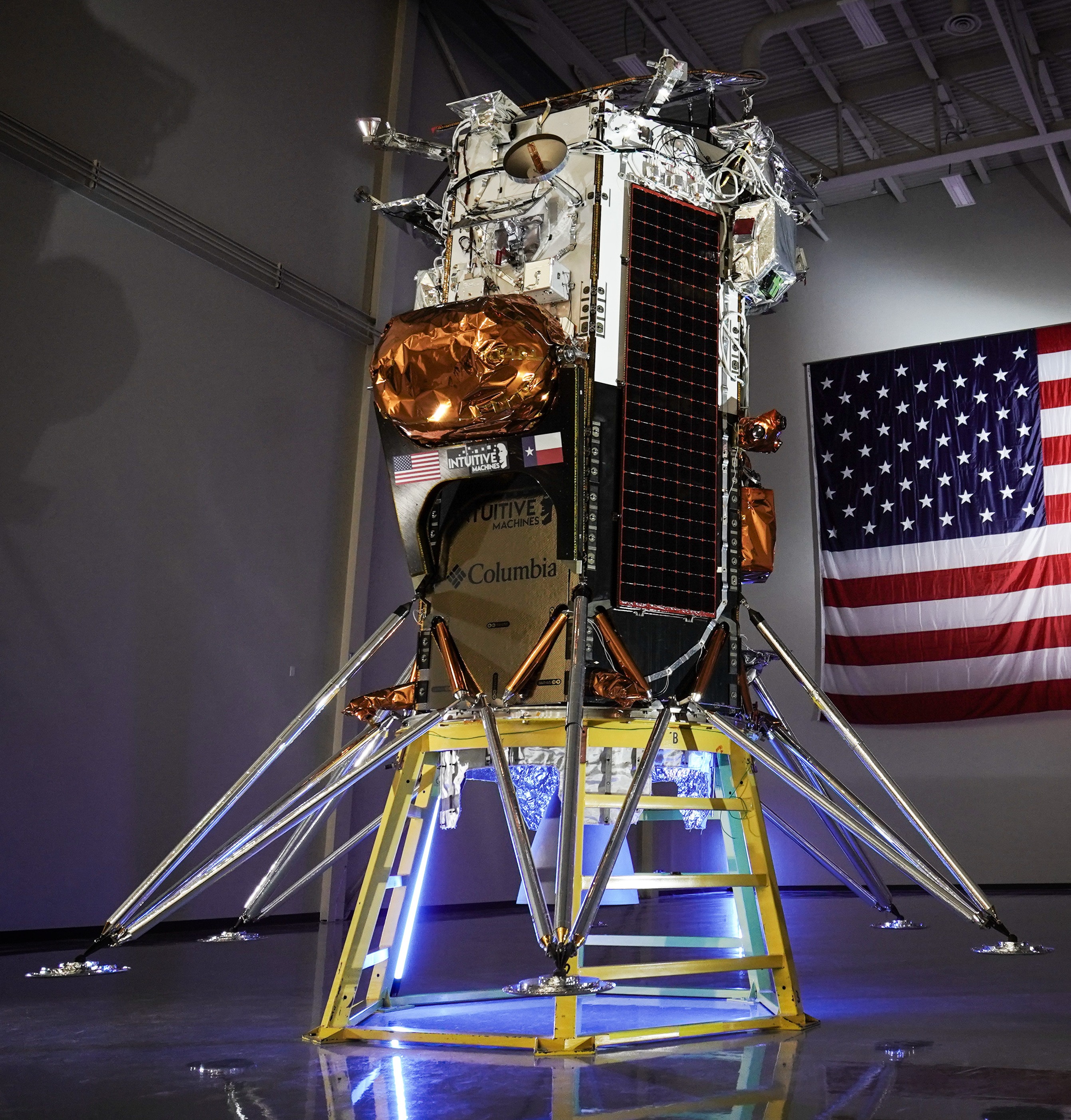
Odysseus em preparação para o lançamento

As três primeiras missões do Nova-C para o programa Commercial Lunar Payload Services da NASA estão sendo conduzidos pela Intuitive Machines.  Os módulos de pouso têm a tarefa de entregar pequenas cargas úteis de desenvolvimento científico e tecnológico.

### Missão IM-1
IM-1 é a primeira missão do Nova-C e utiliza um módulo de pouso chamado Odysseus . O contrato da missão foi assinado em 2021 e teve modificações posteriores. O lançamento ocorreu no dia 15 de fevereiro de 2024 em um foguete Falcon 9 e pousou na superfície lunar com um difícil pouso suave em 21 de fevereiro de 2024 às 18h24 EST na região do Pólo Sul da Lua, a aproximadamente 1,5 km da Cratera Malapert A. O pouso do módulo na Lua é o primeiro pouso suave de qualquer tipo para uma espaçonave de fabricação americana desde a Apollo 17 em dezembro de 1972, e o primeiro de uma empresa privada .
O pouso suave não foi ideal, pois durante o pouso o módulo Odysseus infelizmente pousou de lado e após o pouso descobriu-se que o veículo permaneceu em contato com os controladores da Missão IM por rádio. Com base nas transmissões que o IM conseguiu captar do módulo de pouso, foi decidido que o módulo de pouso ainda estava em bom estado devido ao fato de as antenas não estarem alinhadas verticalmente como planejado, as transmissões do módulo de pouso foram um tanto reduzidas.
O pouso de Odisseu na Lua na metade de um dia lunar deverá permanecer funcional por aproximadamente seis dias terrestres (até 27 de fevereiro), quando a fria noite lunar chegar e os painéis solares não conseguirão mais fornecer energia. Os engenheiros do IM afirmam que conseguirão manter a comunicação com o módulo por mais 10 a 20 horas após o pôr do sol onde foi o pouso do Odysseus, devido à capacidade da bateria do veículo. Também foi anunciado que o feedback de dados para a Terra tem enviado dados científicos relacionados à carga e também imagens. Até agora, todas as imagens identificáveis pareciam ser fotos tiradas antes da aterrissagem suave de Odisseu.

### Missão IM-2
Em outubro de 2020 a IM foi selecionada para pousar o segundo módulo Nova-C próximo ao pólo sul lunar . A partir de fevereiro de 2024, é esperado que o IM-2 seja lançado em 2025. A carga primária, PRIME-1, inclui a perfuradora de gelo TRIDENT e irá coletar amostras de gelo abaixo da superfície da Lua e o espectrômetro de massa MSolo irá medir a quantidade de gelo em cada amostra.
Canadensys, principal contratante da OIT-1, está trabalhando para entregar uma carga óptica de baixo custo para a missão, forte para o clima do Pólo Sul da Lua". Poderia estar pronta para integração na missão IM-2.
O µNova (Micro Nova) se soltará do módulo Nova-C após o pouso e funcionará de forma autônoma, explorando muitas áreas de difícil acesso, como crateras profundas na superfície da Lua.
Um satélite de comunicações lunar será inserido na missão para facilitar as comunicações entre o veículo e as estações na Terra.
A empresa Spaceflight entregará cargas de transporte compartilhado durante esta missão a bordo de seu rebocador espacial Sherpa EScape (Sherpa-ES) nomeado Geo Pathfinder .
A carga MiniPIX TPX3 SPACE, fornecida pela empresa tcheca ADVACAM, estará a bordo do módulo Nova-C. Ela foi projetada para monitorar o campo de radiação na Lua e auxiliar na proteção da a tripulação e do equipamento contra os efeitos negativos de raios cósmicos. Isto inaugura primeira carga checa planeada para ser entregue à superfície da Lua.

### Missão IM-3
Em agosto de 2021, SpaceX foi selecionada pela IM para lançar sua terceira missão lunar IM-3 a partir de fevereiro de 2024, mas o lançamento provavelmente ocorrerá no início de 2025. Ele levará cargas úteis ao redemoinho lunar Reiner Gamma pelo programa Commercial Lunar Payload Services . A sonda fará experimentos investigando propriedades do campo magnético inesperado que foi detectado próximo ao redemoinho Lunar.

## Outras missões Nova-C
A Nova-C foi projetada para ter compatibilidade com combustível de metano e oxigênio que provavelmente estão disponíveis tanto na Lua quanto em Marte . Para missões no futuro, o metano e o oxigênio poderiam utilizados onde quer que o módulo de pouso Nova-C esteja pousado, com a utilização de recursos in-situ (ISRU) . A plataforma de tecnologia do módulo de pouso Nova-C pode ser ampliada para classes de módulos de médio e grande porte, capazes de acomodar cargas úteis maiores.

## Sucessores

### Nova-D
Em outubro de 2023 foi gravada uma uma entrevista para a NASA em outubro de 2023, Tim Crain, CTO da Intuitive Machines, mencionou o desenvolvimento possível de um módulo de pouso Nova-D . Os relatórios primários em desenvolvimento do Nova-D afirmam que ele usará dois dos motores VR-900 e será capaz de viajar com mais de meia tonelada até a superfície da Lua.

### Nova-M
A Intuitive Machines está desenvolvendo outro módulo, o Nova-M que, baseado nos relatórios primários, usará dois motores VR-3500 originalmente desenvolvidos para a Boeing e seu HLS para transportar 5.000 kg até a superfície lunar.